# Y's Men International
Y's Men International  är ett globalt, socialt nätverk med nära koppling till KFUK-KFUM (YMCA). 
I Sverige finns ett 15-tal serviceklubbar. Y's Men grundades 1922 i Toledo, USA, av juristen Paul William Alexander. Y's Men är närmast att likna med ett kristet Rotary - "A Fellowship of Service". Det globala mottot är: "To acknowledge the duty that accompanies every right".